# Maurice Terreau
Maurice Terreau, né le 30 janvier 1923 à Bourg (aujourd'hui Bourg-en-Bresse) et mort le 22 décembre 2000 à Péronnas, est un joueur français de rugby à XV, qui a joué avec l'équipe de France et l'US Bressane au poste de demi d’ouverture ou trois-quarts centre (1,75 m pour 80 kg). 

## Carrière de joueur

### En club
- US bressane

### En équipe nationale
Il a disputé son premier test match le 1er janvier 1946 contre l'équipe de l'Empire Britannique et le dernier contre l'équipe d'Écosse, le 13 janvier 1951.

## Palmarès
- Sélections en équipe nationale : 17
- 5 essais (15 points)
- Sélections par année : 2 en 1946, 4 en 1947, 4 en 1948, 3 en 1949 et 1 en 1951
- Tournois des Cinq Nations disputés : 1947, 1948, 1949, 1951